# Lester Allan Pelton

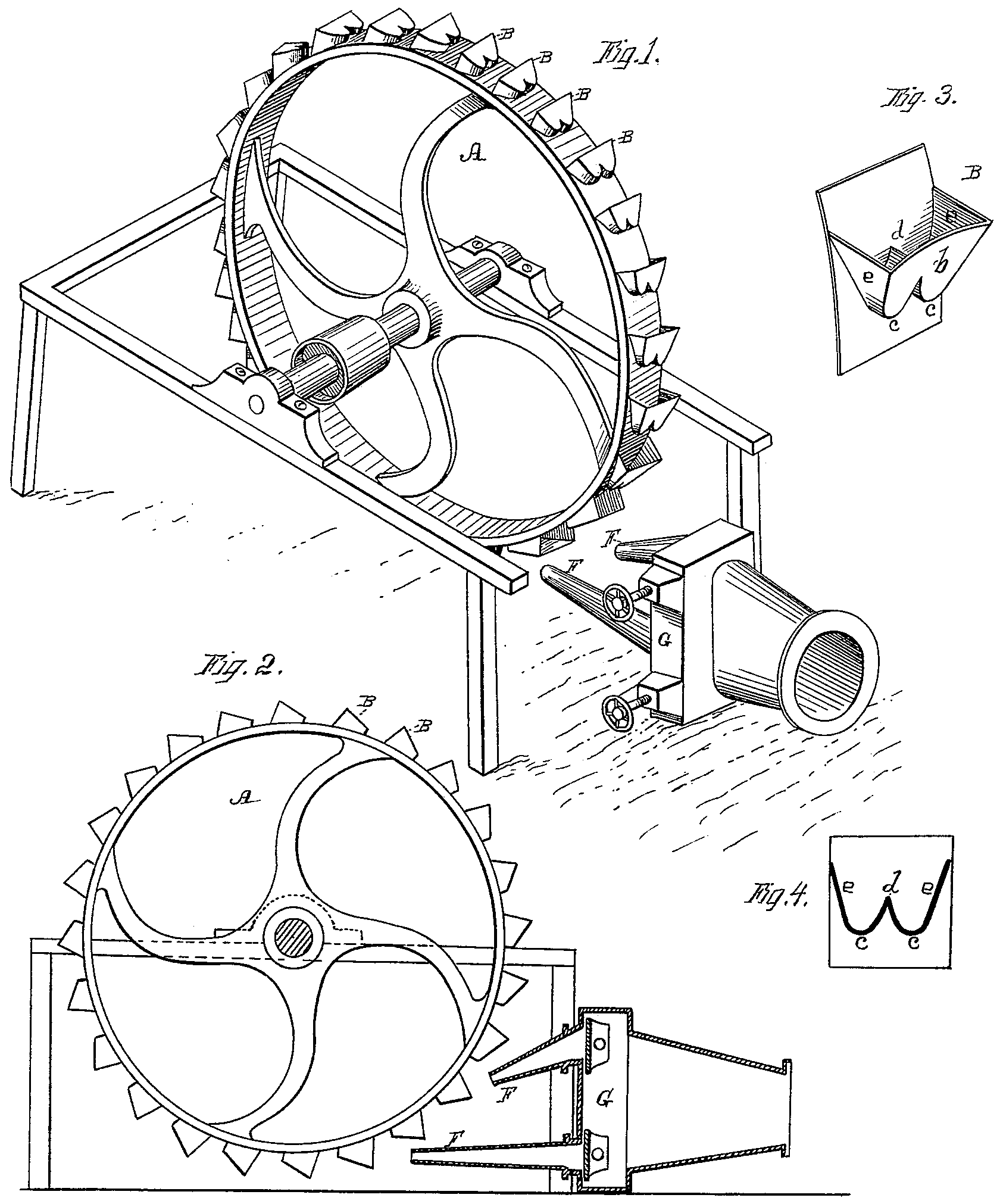
Originální Peltonův patent (říjen 1880)

Lester Allan Pelton (5. září 1829 – 14. března 1908) byl americký vynálezce. Jeho největším vynálezem je Peltonova turbína.